# Alexei Nikolajewitsch Kondratenko

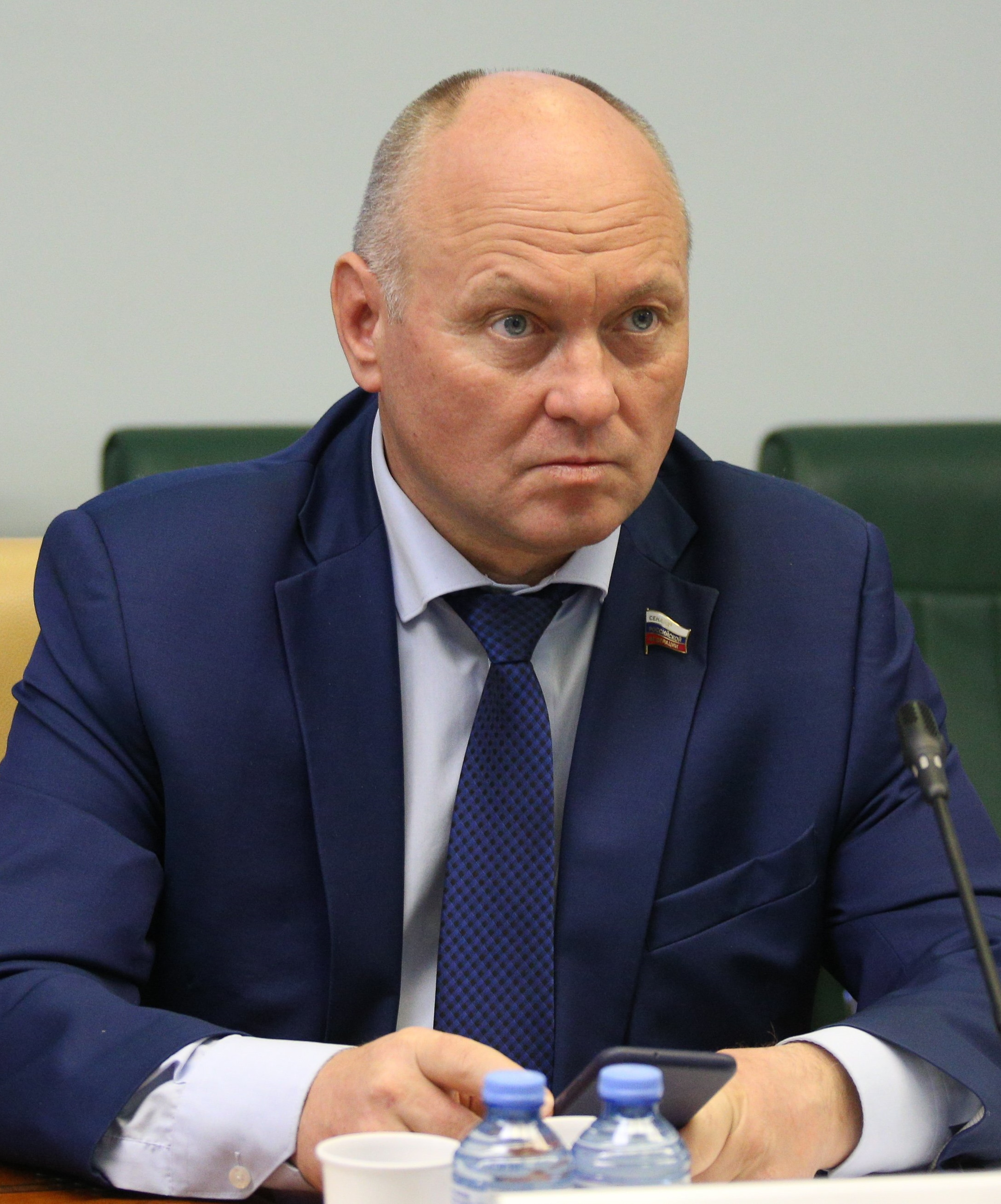
Alexei Nikolajewitsch Kondratenko

Alexei Nikolajewitsch Kondratenko (russisch Алексей Николаевич Кондратенко; * 16. Dezember 1969 in der Staniza Plastunowskaja; Rajon Dinskij, Krasnodar Krai, RSFSR, UdSSR) ist ein russischer Politiker und Mitglied des Föderationsrates seit 2015.

## Leben
1993 schloss Kondratenko Agrarwissenschaften an der Staatlichen Agraruniversität Kuban ab. Dort erwarb er 2001 eine Zusatzqualifikation als Ökonom.  2009 verteidigte er erfolgreich seine Dissertation.
Vor der Politik war Kondratenko unternehmerisch im Bereich Telekommunikation tätig. Bis 2004 hatte er die Position des Geschäftsführers des Unternehmens "Kubanische Telekommunikationssysteme" inne. 
2007 wurde Kondratenko als Abgeordneter der vierten Legislaturperiode in die Gesetzgebende Versammlung der Region Krasnodar gewählt und vertrat dort die Partei "Einiges Russland". 2012 erfolgte die Wiederwahl. Im September 2015 wurde er in den Föderationsrat gewählt und erhielt das Recht, die Region Krasnodar im Oberhaus der Föderationsversammlung zu vertreten. Fünf Jahre später wurde er in seinem Amt bestätigt.
Wegen des russischen Angriffskrieges gegen die Ukraine befindet sich Kondratenko auf der Sanktionsliste der westlichen Staaten.